# Busséol
Busséol is een gemeente in het Franse departement Puy-de-Dôme in de regio Auvergne-Rhône-Alpes en telt 188 inwoners (1999). De plaats maakt deel uit van het arrondissement Clermont-Ferrand.

## Bezienswaardigheden
- Het kasteel van Busséol

## Geografie en Demografie
De oppervlakte van Busséol bedraagt 5,7 km², de bevolkingsdichtheid is 33,0 inwoners per km².
Onderstaande figuur toont het verloop van het inwonertal (bron: INSEE-tellingen).